# Spilosoma kiangsui
Spilosoma kiangsui là một loài bướm đêm thuộc phân họ Arctiinae, họ Erebidae.